# Ricardo González (futebolista)
Ricardo González Fonseca (São José, 6 de março de 1974) é um ex-futebolista costarriquenho.

## Carreira
Ele, que atua como goleiro e defende a Seleção da Costa Rica desde 1995, não foi convocado para a Copa do Mundo de 2002, nem disputou a edição de 2006. Atuou apenas em duas edições da Copa América e na Copa Ouro da CONCACAF 2007, sempre como reserva.
Compartilhando seus estudos de arquitetura, Ricardo González também atua no Herediano.